# Sofia Dorothea de Hanovra
Sofia Dorothea de Hanovra (n. 16 martie 1687 - d. 28 iunie 1757) a fost o membră a familiei regale britanice, singura fiică a regelui George I al Marii Britanii. Ea a fost, între 1713 și 1740, soția regelui Prusiei, Frederic Wilhelm I.

## Biografie

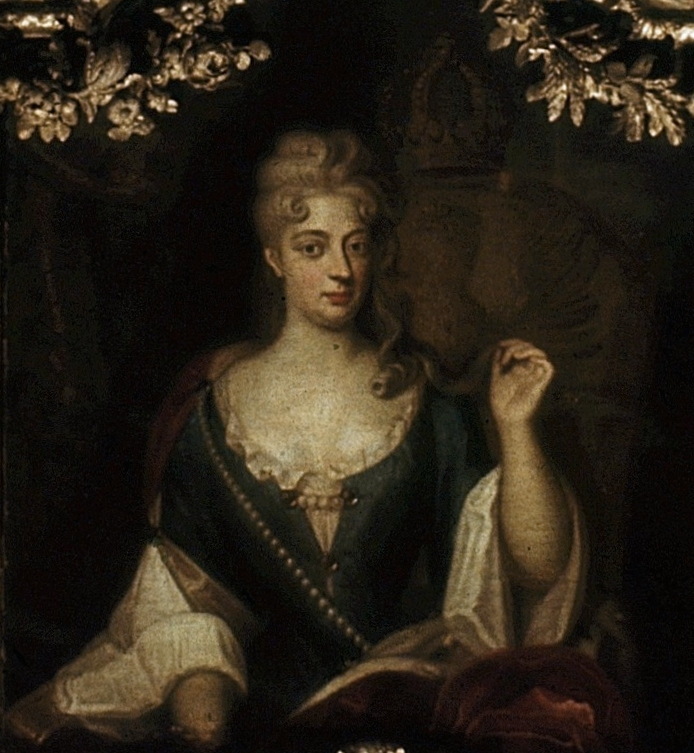
Sophia Dorothea ca Prințesă Moștenitoare a Prusiei, de Friedrich Wilhelm Weidemann

Ducesa Sofia Dorothea de Braunschweig-Lüneburg s-a născut la 16 martie 1687 (stil vechi) în ducatul Braunschweig-Lüneburg. A fost  fiica lui Georg Ludwig de Braunschweig-Lüneburg, mai târziu regele George I al Marii Britanii și a soției lui, Sophia Dorothea de Celle. A fost detestată de fratele ei mai mare, regele George al II-lea al Marii Britanii.
La 28 noiembrie 1706, s-a căsătorit cu vărul ei, prințul moștenitor Frederic Wilhelm al Prusiei și a devenit Alteța Sa Regală Prințesa Moștenitoare a Prusiei. S-au întâlnit încă de când erau copii, prin grija bunicii lor, Sofia de Hanovra, și s-au antipatizat reciproc. Sophia Dorothea era diferită de soțul ei în toate aspectele și căsătoria lor a suferit din cauza acestei dizarmonii. Spre deosebire de soțul ei, Sophia Dorothea iubea divertismentul.
În 1713, la ascensiunea pe tron a soțului ei, Sofia Dorothea a devenit regină a Prusiei. Regina și copiii ei au fost terorizați și bătuți de Frederick William, care e posibil să fi suferit de o boală ereditară, porfirie.
Când soțul ei a murit, iar fiul ei, Prințul Frederic, a urcat pe tron ca Frederic al II-lea al Prusiei, Sofia Dorothea a devenit Regina Mamă.
Sophia Dorothea a fost interesată de artă, știință, literatură și modă. A avut o relație bună cu fiul ei, Frederick, cunoscut mai târziu sub numele "Frederick cel Mare"; a petrecut multe zile vorbind cu el în bibliotecă și știa despre planurile lui de a scăpa de sub custodia tatălui. Nu a fost descrisă ca fiind o frumusețe și a fost marcată de variolă; totuși, în ciuda a numeroase sarcini, a păstrat o figură atractivă. A fost privită ca fiind mândră și ambițioasă, însă soțul ei a refuzat să-i permită orice influență; avea convingerea că femeile ar trebui să fie păstrate numai pentru reproducere. Aceasta a fost opinia fiicei ei, Wilhelmine, că tatăl ei a tratat-o pe mama ei nedrept.

## Copii
Frederic Wilhelm I al Prusiei și regina Sofia au avut opt copii care au supraviețuit:
| Nume                                    | Naștere            | Deces             | Note |
| --------------------------------------- | ------------------ | ----------------- | --- |
| Prințul Friedrich Ludwig                | 23 noiembrie 1707  | 13 mai 1708       | |
| Wilhelmine de Bayreuth                  | 3 iulie 1709       | 14 octombrie 1758 | căsătorită în 1731 cu Frederic, Margraf de Brandenburg-Bayreuth; au avut copii                                            |
| Prințul Friedrich Wilhelm               | 16 august 1710     | 31 iulie 1711     | |
| Frederic al II-lea al Prusiei           | 24 ianuarie 1712   | 17 august 1786    | căsătorit 12 iunie 1733 cu Elisabeth Christine de Braunschweig-Bevern; fără copii                                         |
| Prințesa Charlotte Albertine            | 5 mai 1713         | 10 iunie 1714     | |
| Prințesa Friederike Luise a Prusiei     | 28 septembrie 1714 | 4 februarie 1784  | căsătorită în 1729 cu Karl Wilhelm Frederic, Margraf de Brandenburg-Ansbach; au avut copii                                |
| Prințesa Philippine Charlotte a Prusiei | 13 martie 1716     | 17 februarie 1801 | căsătorită în 1733 cu Karl I, Duce de Braunschweig-Lüneburg; au avut copii                                                |
| Prințul Ludwig Karl Wilhelm             | 2 mai 1717         | 31 august 1719    | |
| Prințesa Sophia Dorothea a Prusiei      | 25 ianuarie 1719   | 13 noiembrie 1765 | căsătorită în 1734 cu Frederic Wilhelm, Margraf de Brandenburg-Schwedt; au avut copii                                     |
| Louisa Ulrika a Prusiei                 | 24 iulie 1720      | 2 iulie 1782      | căsătorită în 1744 cu Frederic de Holstein-Gottorp (mai târziu a devenit regele Adolf Frederic al Suediei); au avut copii |
| Prințul Augustus Wilhelm al Prusiei     | 9 august 1722      | 12 iunie 1758     | căsătorit în 1742 cu Louise Amalie de Braunschweig-Lüneburg; au avut copii                                                |
| Prințesa Anna Amalia a Prusiei          | 9 noiembrie 1723   | 30 martie 1787    | căsătorită în secret, în 1743, cu Baronul Friedrich von der Trenck; au avut copii                                         |
| Prințul Henric al Prusiei               | 18 ianuarie 1726   | 3 august 1802     | căsătorit în 1752 cu Wilhelmina de Hesse-Kassel; fără copii                                                               |
| Prințul Augustus Ferdinand al Prusiei   | 23 mai 1730        | 2 mai 1813        | căsătorit în 1755 cu Elisabeth Louise de Brandenburg-Schwedt; au avut copii                                               |